# افغانستان در ۲۰۰۴
حوادث ذیل به ترتیب ماه‌ها در سال ۲۰۰۴ در افغانستان به‌وقوع پیوست.

## متولیان امور
- رئیس‌جمهور: حامد کرزی
- معاون: هدایت امین ارسلاء (تا ۷ دسامبر)
- معاون: محمد فهیم (تا ۷ دسامبر)
- معاون: نعمت‌الله شهرانی (تا ۷ دسامبر)
- معاون: کریم خلیلی (معاون دوم شد)
- معاون: احمد ضیاء مسعود (تا ۷ دسامبر)
- قاضی‌القضات: فضل هادی شینواری

## ژانویه
پنجشنبه، ۱ ژانویه – حدود نیمی از شرکت کنندگان لویه جرگه رأی دهی بر سر پنج ماده مورد مناقشه دربارهٔ قانون اساسی پیشنهادی افغانستان را تحریم کردند وصبغت الله مجددی، رئیس‌جمهور را تشویق نمودند تا تعویق دو روزه برای مذاکرات را در دست گیرد. مشاورین از سازمان ملل و ایالات متحده آمریکا حضور داشتند تا در راستای میان‌جگری میان طرفین همکاری نمایند. بحث اصلی این بود که آیا یک رئیس‌جمهور قدرت‌مند داشته باشیم یا شورای ملی قدرت‌مند.
جمعه، ۲ ژانویه – رهبران افغانستان با مقامات ایالات متحده آمریکا و سازمان ملل متحد، از جمله لخضر ابراهیمی، نماینده سازمان ملل متحد و زلمی خلیل‌زاد، سفیر ایالات متحده به‌صورت خصوصی در کابل دیدار کردند تا به بن‌بست قانون اساسی پیشنهادی افغانستان پایان دهند.
سه شنبه، ۶ ژانویه – در قندهار براثر انفجار یک بم ساعتی جاسازی شده در یک کراچی سیب در ۹۱ متری یک پایگاه نظامی افغانستان، دست کم ۱۶ نفر (که شش نفر آن‌ها کودکان بودند) کشته شدند و ۵۸ تن دیگر زخم برداشتند. اما پس از آن‌که جمعیتی مردم برای مشاهده انفجار گردهم آمده بودند، بم دیگری ۱۵ دقیقه بعد منفجر شد و یک کودک را مجروح ساخت. در محل حادثه، فرد مشکوک که در تلاش بود خود را در خانه‌ای نزدیک به آن پنهان کند، از سوی پرسونل امنیتی دستگیر شد. این انفجارها قبل از آن صورت گرفت که یک موترسایکل سوار از محل حادثه عبور می‌کرد.

## فوریه
یکشنبه، ۱ فوریه – خانواده‌های افغان جشن عید قربان را تجلیل کردند. محمد ظاهر شاه، شاه سابق و حامد کرزی، رئیس‌جمهور مؤقت افغانستان برای ادای نماز عید به مسجد ارگ رفتند.
- گزارش سازمان بین‌المللی مهاجرت نشان داد که قاچاق انسان در افغانستان به میزان نگران کننده‌ای افزایش یافته‌است.

دوشنبه، ۲ فوریه – جورج دبلیو بوش، رئیس‌جمهور آمریکا، پیشنهاد بودجه سال ۲۰۰۵ را به کنگره ایالات متحده آمریکا ارائه کرد که حاوی ۱٫۲ میلیارد دلار کمک به افغانستان بود؛ این کمک در زمینه‌های آموزش، سلامت، زیرساخت‌ها و کمک به اردوی ملی افغانستان به مصرف می‌رسید. این بودجه در برگیرنده پیش‌بینی‌های مالی برای عملیات نظامی ایالات متحده آمریکا نبود.
- سازمان غذا و زراعت سازمان ملل متحد خواستار مبلغ ۲۵٫۵ میلیون دلار شد تا پروژه‌های توسعه‌ای کشاورزی را طی پنج سال آینده در چهار ولایت اصلی تولیدکننده خشخاش افغانستان؛ بدخشان، هلمند، قندهار و ننگرهار حمایت مالی نماید.

## مارس
دوشنبه، ۱ مارس – در جریان برگزاری مراسم ده محرم از سوی اهل تشیع در کابل که برای بزرگ‌داشت از شهادت امام حسین (ع) برگزار شده بود، یکی از سربازان اردوی ملی افغانستان با فریادهای توهین‌آمیز و تف به روی بنر، احساسات شیعه‌ها را برانگیخت و باعث شد تا آن‌ها به سوی سربازان سنگ پرتاب کنند و سربازان نیز در واکنش به این عمل به سوی جمعیت مردم شلیک کردند که یک نفر کشته و ۱۶ نفر جان باخت.
سه شنبه، ۲ مارس – برنامه عودت داوطلبانه برای پناه‌جویان که از سوی کمیساری عالی پناهندگان سازمان ملل متحد در دست گرفته شده بود، پس از توقف چهارمهه به دلیل قتل یکی از کارکنان آن در ماه نوامبر، دوباره از سر گرفته شد.

## آوریل
پنجشنبه، ۱ آوریل – حدود ۵۰ سرباز نیروهای ویژه هوایی زیلاند جدید برای «ماموریت‌های شناسایی و اقدام مستقیم دوربرد» به افغانستان اعزام شدند.
دوشنبه، ۵ آوریل – پلیس مبارزه با مواد مخدر ولایت بدخشان چهار آزمایش‌گاه هیروئین را تخریب کردند، ۱۰ تُن خشخاش را کشف و ضبط نمودند و چندین تن را در پیوند به آن دستگیر کردند.
- زلمی خلیل‌زاد، سفیر ایالات متحده در افغانستان اظهار داشت که پناهگاه‌ها و پایگاه‌های تروریستی همچنین در پاکستان وجود دارد و در آن کشور توسعه و گسترش می‌یابد. او علاوه نمود که اگر لازم باشد نیروهای آمریکایی برای دستگیری شورشیان وارد پاکستان شوند. شیخ احمد راشد، وزیر اطلاعات پاکستان، این اظهارات را «زیان‌آور» خواند و گفت که پاکستان هرگز اجازه حضور نیروهای خارجی در خاک خود را نخواهد داد. از سوی دیگر، کاخ سفید نیز بی‌درنگ اظهارات خلیل‌زاد را کم‌اهمیت جلوه داد.

## می
یکشنبه، ۲ می – حدود ۶۰ سرباز آمریکایی مستقر در افغانستان داخل خاک پاکستان شدند و روستای الوارا مندی را در یک عملیات شبانه جست‌جو کردند. این حمله تصادفی بود و تنها ۲۵ دقیقه طول کشید.
دوشنبه، ۳ می – ۱۰ سرباز اردوی ملی افغانستان پس از این‌که در دو حمله شورشیان در جنوب افغانستان ربوده شدند، به قتل رسیدند. جسد پنج سرباز در دامنه کوه در ولسؤالی میانشین ولایت قندهار و جسد پنج سرباز دیگر نیز در منطقه سورغوگان پیدا شد.
چهارشنبه، ۵ می – ایالات متحده ۲ هزار نیروی دریایی را از بیست و دومین واحدهای اعزامی نیروی دریایی (قابلیت عملیات‌های ویژه) به مناطق اطراف ترینکوت، در ۲۵۰ مایلی جنوب غربی کابل اعزام کرد.

## جون
سه شنبه، ۱ ژوئن – حاجی عجب شاه، فرمانده پلیس جلال‌آباد، بر اثر انفجار بم جاسازی شده در زیر چوکی‌اش کشته و سه کارمند وی زخمی شدند.
چهارشنبه، ۲ ژوئن – فضل احمد و بسم الله افغان، هلن دی بیر بلجیمی، اگیل تیناس نارویژی و ویلم کوینت هلندی که تمام شان کارگران مؤسسه دکتران بدون مرز بودند، در یک کمین در نزدیکی خیرخانه در ولایت بادغیس جان باختند. آن‌ها اولین قربانیان این سازمان بودند. ملا عبدالحکیم لطیفی، سخن‌گوی طالبان مسئولیت این حمله را بر عهده گرفت.

## ژوئیه
پنجشنبه، ۱ ژوئیه – کارمیلا بارانوسکا، روزنامه‌نگار استرالیایی که گزارش شده بود، در ولایت هلمند ناپدید شده‌است، با کارفرمای خود تماس گرفت و گفت که او گروگان نیست. نام‌برده از ۲۸ ژوئن دیده نشده بود و نه هم خبری از او در دسترس بود. کارمیلا در حال ناپدید شد که در حال فیلم‌برداری مستند خود تحت نام «کشور طالبان» بود.
شنبه، ۳ ژوئیه – پلیس در مزار شریف مواد مخدر بزرگی را کشف و ضبط کرد و سپس محمد عطاء فرمانده نظامی محلی را به دست داشتن در تجارت غیرقانونی متهم نمود.
یکشنبه ۴ ژوئیه ۲۰۰۴ - حامد کرزی رئیس دولت مؤقت افغانستان در مراسمی در فیلادلفیا، پنسیلوانیا، مدال آزادی فیلادلفیا را به‌دست‌آورد.
- یک بم جاسازی شده در کنار جاده در نزدیکی شهر لشکرگاه، ولایت هلمند منفجر شد که در آن حاجی مناف خان، شاروال و محافظ‌اش زخم برداشتند.

## اوت
یکشنبه، ۱ اوت - نبرد سه روزه میان اردوی ملی افغانستان، سربازان آمریکایی و شبه نظامیان مخالف در نزدیکی ژاواره، ولایت خوست آغاز شد. نیروهای زمینی ائتلاف توسط بم‌افگن B-1 لنسر، A-10 تاندربولت ۲ و هلی‌کپوپترهای جنگی ایالات متحده حمایت هوایی می‌شدند. در این نبرد، بین ۱۰ الی ۷۰ جنگ‌جوی شورشیان و یک سرباز افغان به قتل رسیدند.
- در یک درگیری مسلحانه بین شورشیان و نیروهای افغان در ولسؤالی گربز، ولایت خوست چندین نفر کشته شدند.
- شورشیان در ولایت قندهار به دفتر یک گروه ماین‌پاکی، نارنجک پرتاب کردند.
- در ولایت لوگر، موتر حامل شهردار و یک قاضی با بم کنار جاده برخورد کرد که در نتیجه سه فرزند قاضی جان خود را از دست دادند.

## سپتامبر
چهارشنبه، ۱ سپتامبر – بانک توسعه آسیایی ۶۰۰ میلیون دلار آمریکایی را طی سه سال آینده به افغانستان تعهد کرد.
- در جریان یک حمله هوایی ایالات متحده در نزدیکی روستای وارادیش، حداقل شش غیرنظامی کشته شدند.

پنجشنبه، ۲ سپتامبر – عبدالله عبدالله، وزیر امور خارجه افغانستان به هند رفت و با ناتوار سینگه و مانموهان سینگه، نخست‌وزیر این کشور دیدار کرد تا در مورد بسته کمکی ۴۰۰ میلیون دلاری هند به افغانستان صحبت نماید.

## اکتبر
جمعه، ۱ اکتبر – صدها پناه‌جوی افغان، از جمله زنان در مراکز ویژه ثبت نام در نزدیکی کویته و پشاور پاکستان صف بستند.
- یونس قانونی وزیر معارف اسبق افغانستان، تجمعی را در ولایت هرات برگزار کرد که در آن چند صد نفر شرکت کردند.
- مقامات اردوی ملی افغانستان ۶۰ شورشی را در نزدیکی شهر سپین بولدک که قصد تخریب پروسه انتخابات ریاست جمهوری آینده را داشتند، دستگیر کردند.

شنبه، ۲ اکتبر – یونس قانونی نامزد ریاست جمهوری افغانستان تجمع را در قندهار برگزار کرد.
دسامبر
- از ۱۶ الی ۲۸ دسامبر چندین سرباز آمریکایی در راه هلمند جان خود را از دست دادند.